# Amfibiefordon

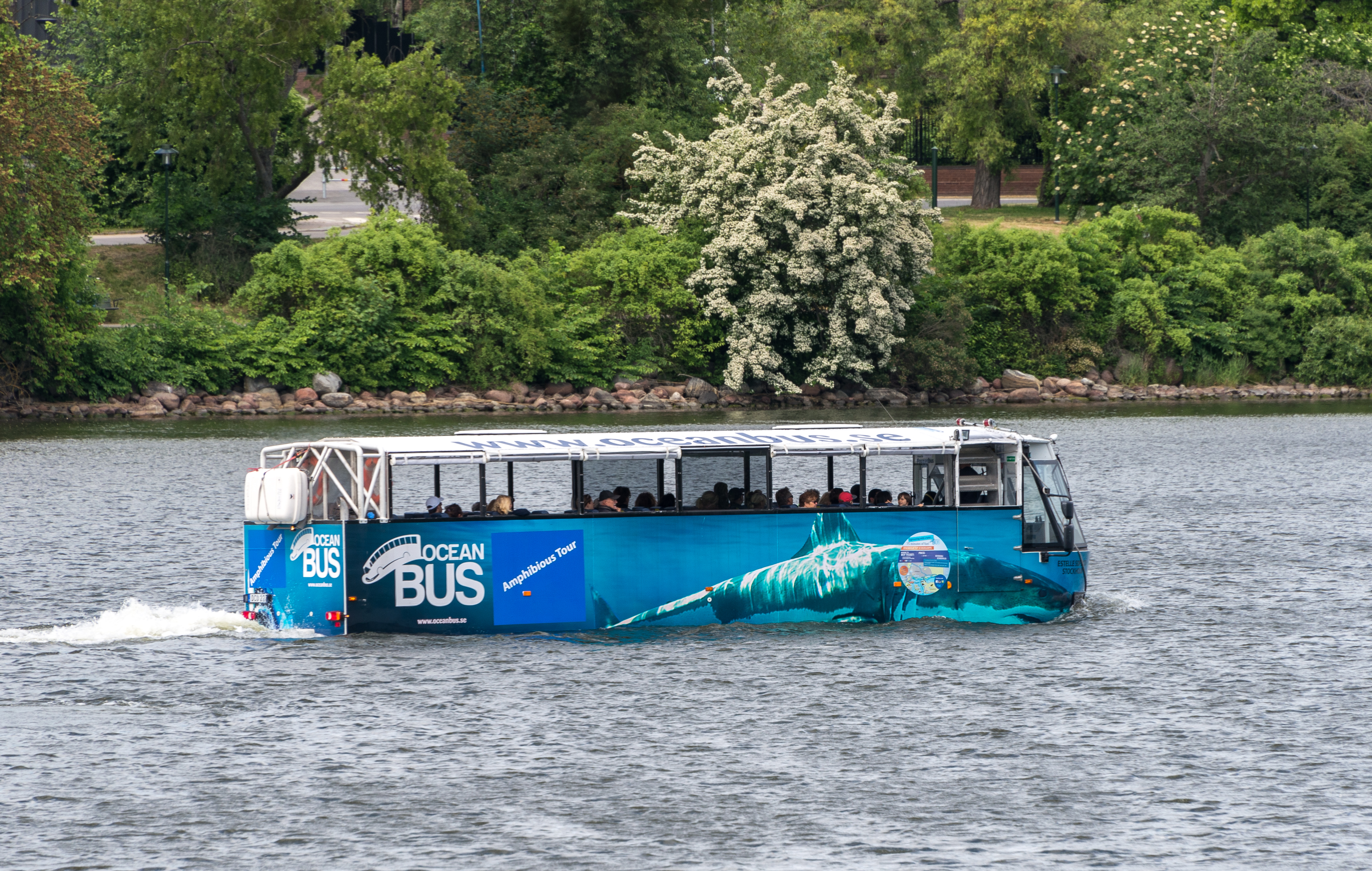
Amfibiebuss i Djurgårdsbrunnsviken i Stockholm.

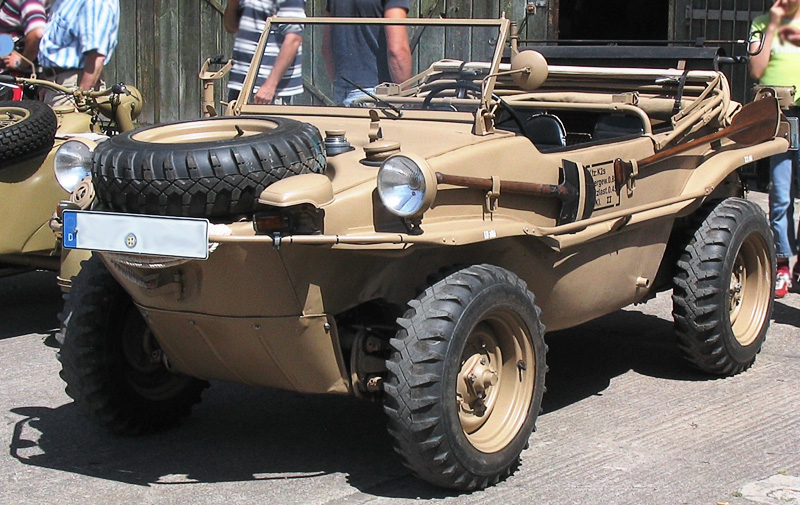
VW Schwimmwagen

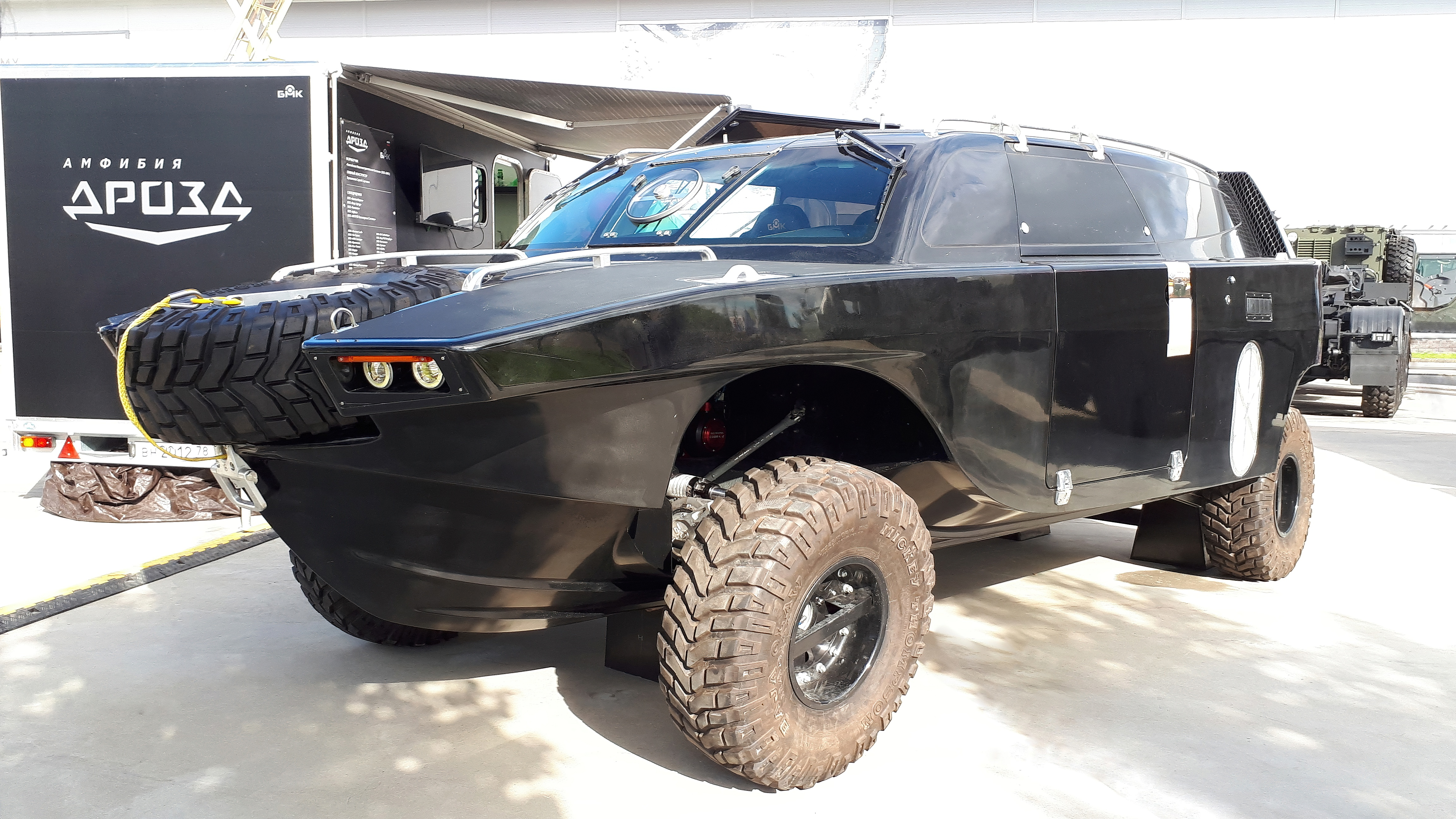
Drozd amfibiskt fordon på Army-2020 utställningen

Ett amfibiefordon är ett fordon som kan användas både till lands och i större eller mindre utsträckning till sjöss. Amfibiefordon tillverkas ofta för militära ändamål, till exempel Ford GPA och VW Schwimmwagen, men det finns också civila amfibiebilar som Amphicar, Dutton Cars och Gibbs Aquada. 
Guideturer med amfibiebussar har blivit en populär turistattraktion i flera städer. Amsterdam, Rotterdam, Lübeck och Stockholm är några städer som inlett verksamheter med vattenbaserade bussturer.